# Ischalia vancouverensis
Ischalia vancouverensis är en skalbaggsart som beskrevs av Alan John Harrington 1892. Ischalia vancouverensis ingår i släktet Ischalia och familjen kvickbaggar. Inga underarter finns listade i Catalogue of Life.